# 烏爾貝萊斯卡峰

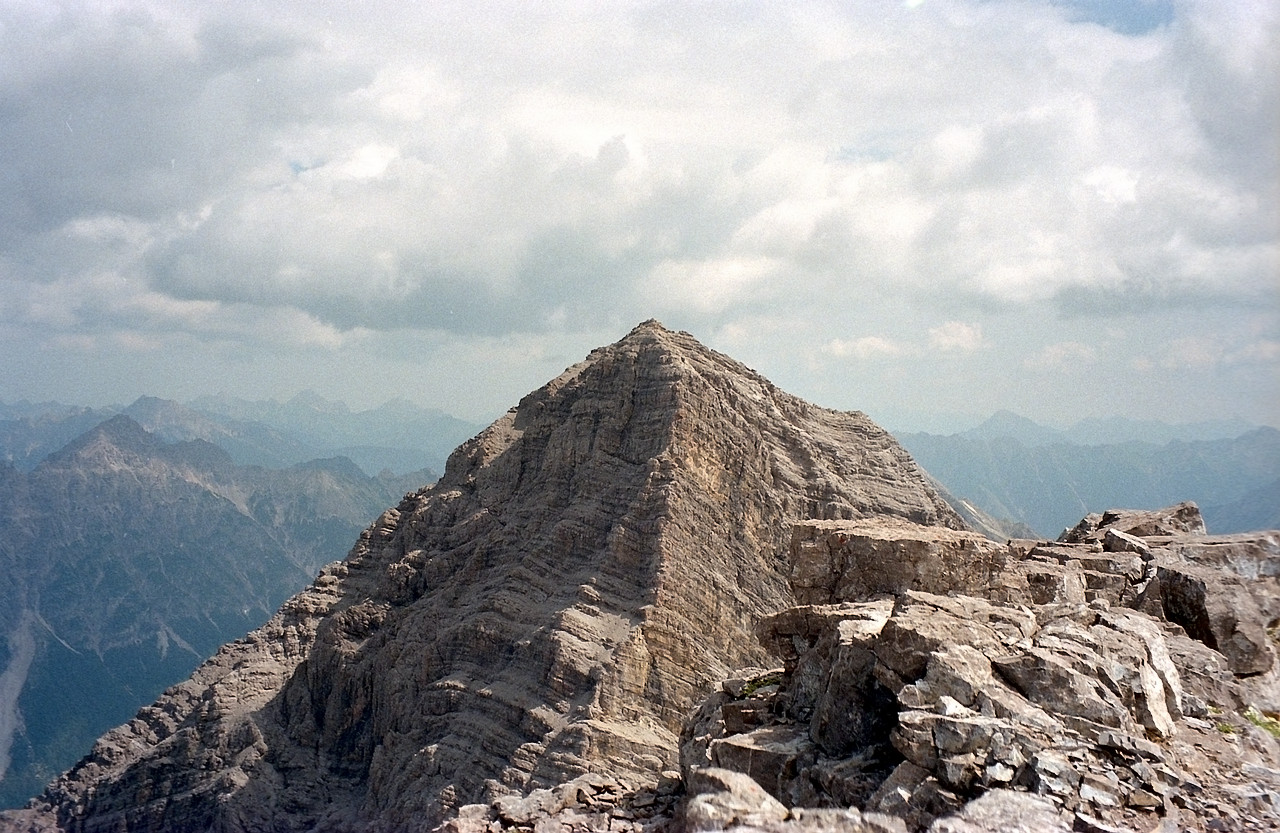

47°20′12″N 10°28′6″E / 47.33667°N 10.46833°E
烏爾貝萊斯卡峰（德語：Urbeleskarspitze），是奧地利的山峰，位於該國西部，由蒂羅爾州負責管轄，屬於阿爾高阿爾卑斯山脈的一部分，距離大克羅滕山8.9公里，海拔高度2,632米，人類在1869年首次登頂。